# Ylämukansaari
Ylämukansaari, nordsamiska: Pajemäcceesuálui, är en ö i Finland. Den ligger i sjön Ylämukka och i kommunen Enare i den ekonomiska regionen Norra Lappland och landskapet Lappland, i den norra delen av landet, 1 000 km norr om huvudstaden Helsingfors. Öns area är 12,7 hektar och dess största längd är 0,5 kilometer i sydväst-nordöstlig riktning.